# Barylypa transcaspica
Barylypa transcaspica là một loài tò vò trong họ Ichneumonidae.